# Gabriel Siscar i Siscar
Gabriel Siscar i Siscar (Oliva, Safor, 17 de març de 1760 – Gibraltar, 12 d'agost de 1829) fou un mariner, polític i matemàtic valencià, germà del també mariner Francesc Siscar i Siscar i nebot dels il·lustrats Gregori Maians i Siscar i Joan Antoni Maians i Siscar.
Començà a estudiar dret a la Universitat de València, però ho deixà el 1777 per a ingressar a l'Armada Espanyola com a guàrdia marina, participant a diverses campanyes a Alger i al setge de Gibraltar. El 1784 fou ascendit a tinent de fragata i el 1788 fou nomenat director i catedràtic de nàutica i de matemàtiques a l'Acadèmia de Guàrdies Marines de Cartagena. El 1792 fou ascendit a capità de fragata i el 1796 destinat a la fragata Soledad, amb la que participà en la defensa de la rada de Toló. També va presidir la comissió espanyola que va col·laborar a París el 27 d'agost de 1798 en l'establiment de l'actual sistema mètric decimal. Al seu retorn fou ascendit a capità de navili i el 1805 ascendit a brigadier. El 1807 va rebre la Gran Creu de l'Orde de Carles III.
Amb l'esclat de la Guerra del Francès formà part de la Junta de Defensa de Cartagena, qui el nomenà governador civil i militar de Cartagena (1809-1810), secretari d'estat i de marina a la Junta Suprema Central i membre de la Regència el 1810-1812 i el 1813-1814. El 1810 fou nomenat Ministre de Marina per les Corts de Cadis.
Per les seves simpaties liberals, a l'arribada de Ferran VII el 14 de maig de 1814 fou arrestat i confinat, primer, a Múrcia i Cartagena i, finalment, a Oliva. Es va mantenir marginat fins a l'arribada del Trienni Liberal. Fou elegit diputat a les Corts Espanyoles el 1820-1821, ascendit a tinent general i nomenat membre de la regència provisional que el 1823 obligà al rei a passar de Sevilla a Cadis. Amb l'arribada dels Cent Mil Fills de Sant Lluís i el restabliment de l'absolutisme, fou condemnat a mort, però aconseguí fugir a Gibraltar, on va rebre suport econòmic del duc de Wellington.

## Obres
- Tratado de cosmografía (1796), reeditat sovint fins al 1860
- Ensayos poéticos (1825)
- Métodos para hallar las longitudes en el mar
- Memoria de los nuevos pesos y medidas fundados en la naturaleza